# Delugan Meissl

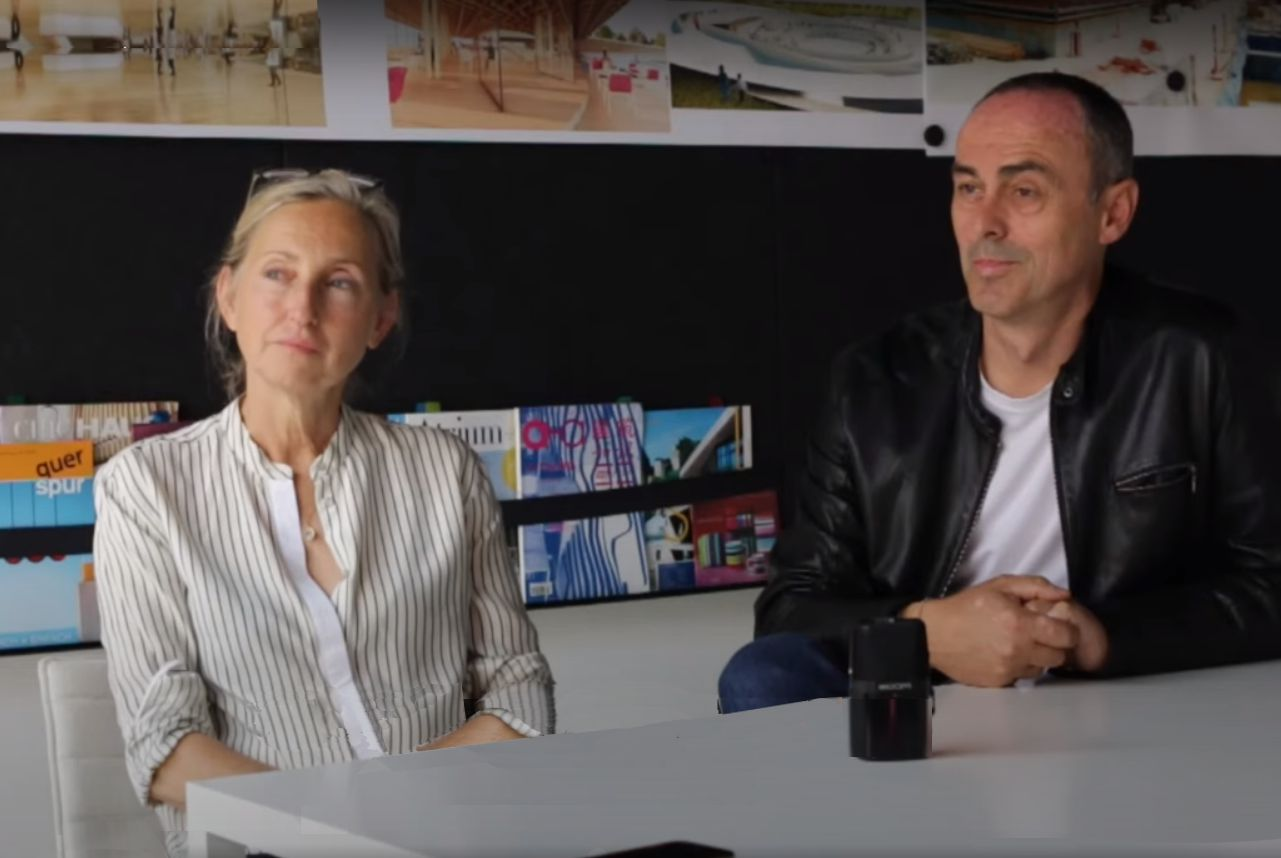
Elke Delugan Meissl & Roman Delugan, 2016

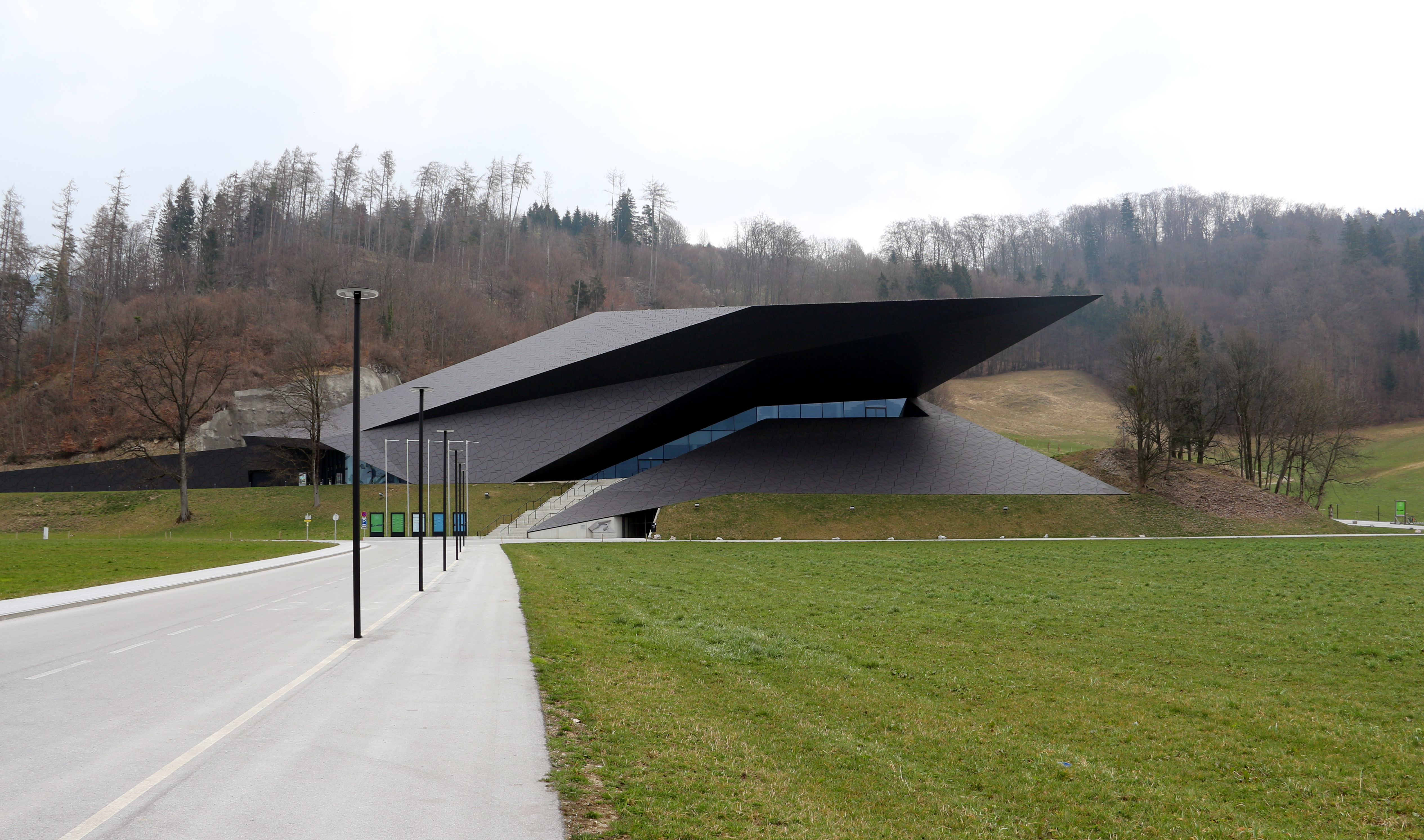
Festspielhaus Erl

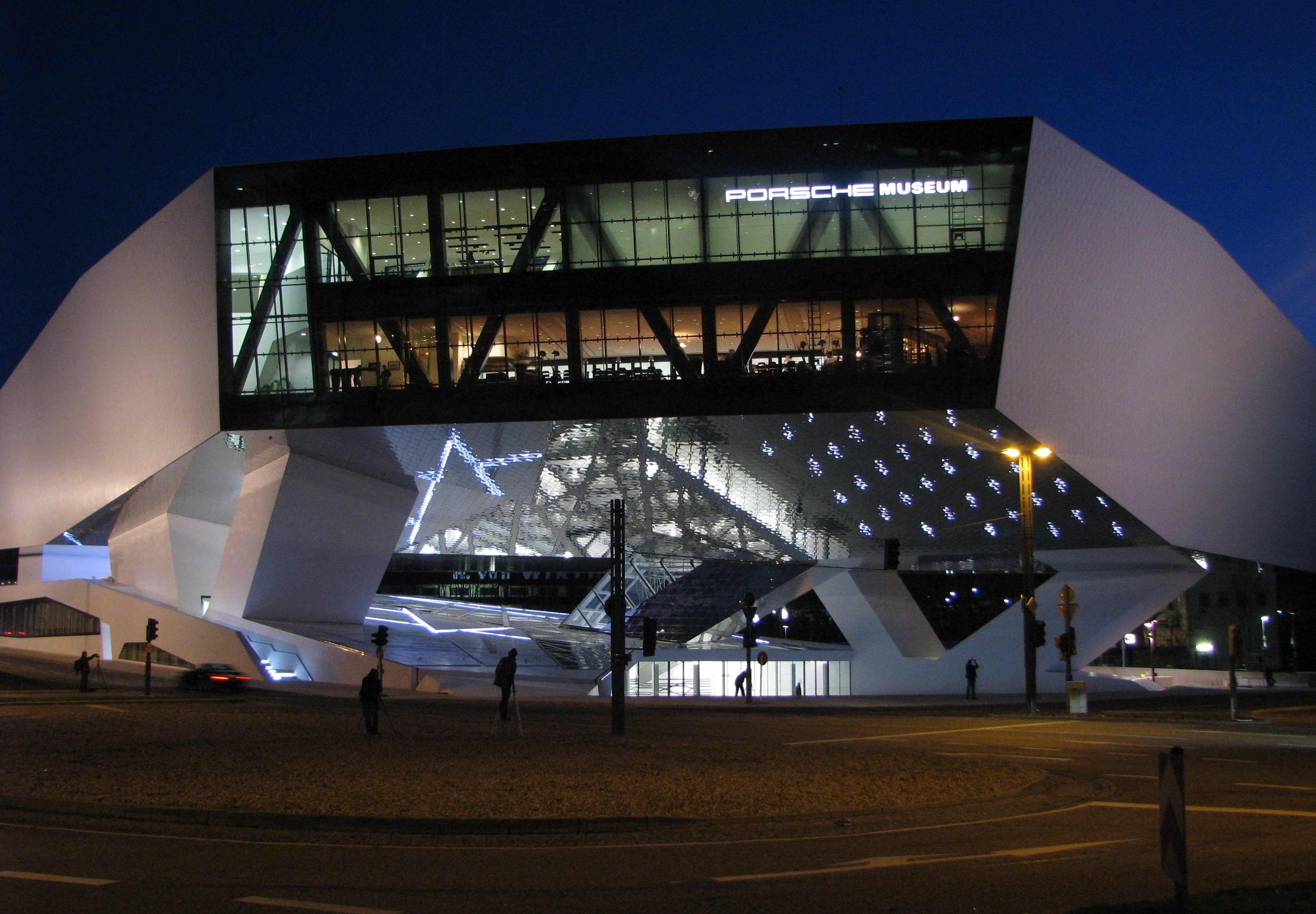
Porsche-Museum

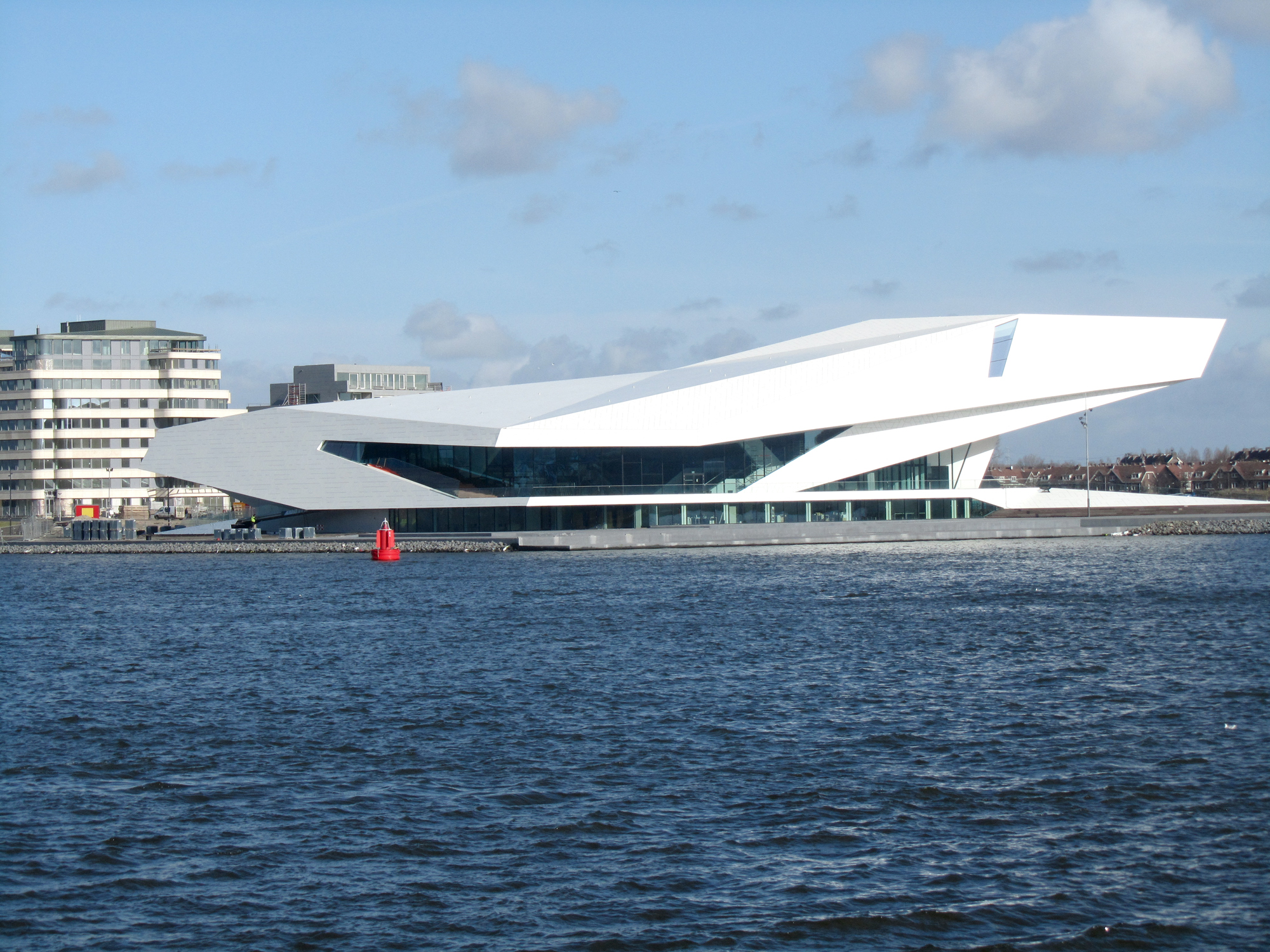
EYE Filmmuseum (2012)

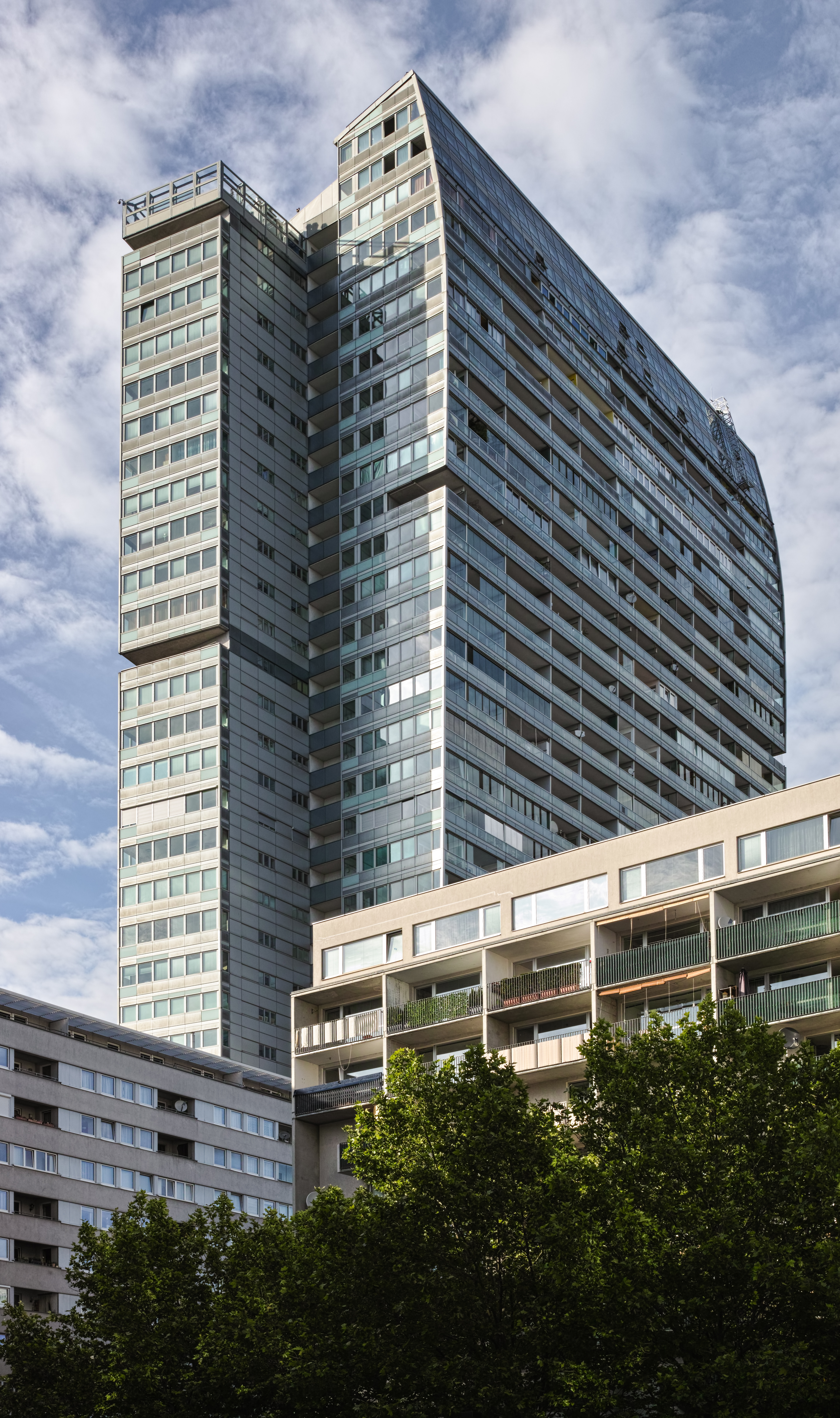
Mischek Tower

Delugan Meissl Associated Architects (DMAA) ist ein Architekturbüro mit Sitz in Wien.

## Geschichte
Delugan Meissl Associated Architects wurde 1993 von Elke Delugan-Meissl und Roman Delugan als Delugan Meissl ZT GmbH gegründet. Dietmar Feistel und Martin Josst fungieren seit 2004 als Partner. Bernd Heger erweitert das Führungsteam als Associated Partner. Das Büro arbeitet an einer breiten Palette unterschiedlichster Bauaufgaben in Europa, Nordamerika und Asien, von denen viele aus gewonnenen Wettbewerben hervorgegangen sind.
Die Ursprünge des Büros gehen auf eine Reihe großer Wohnbauten in Wien zurück, mit denen Delugan-Meissl durch eine eigenständige und kraftvolle Formensprache sehr früh von sich reden machte.
»[...] Beim Entwurf geht es letztlich immer darum, einen magischen Moment zu berühren, den Punkt der Imagination zu erreichen bzw. eine Leitidee zu finden, von der alles andere ausgeht.« (Roman Delugan)
Der auf einem intuitiven Zugang basierende aber mit systematischer Präzision entwickelte Entwurfsprozess, legt auf die funktionale Vernetzung und räumliche Einbettung der Gebäude in ihre umgebenden Stadt- oder Landschaftsräume besonderes Augenmerk.
Vor dem Hintergrund einer kontinuierlichen Auseinandersetzung mit dem Thema Wohnen, widmete sich der 2016 von Elke Delugan-Meissl kuratierte Beitrag Österreichs im Rahmen der 15. Architekturbiennale von Venedig unter dem Titel „Places for People“ der damals auf ihrem Höhepunkt befindlichen Flüchtlingswelle nach Europa und der damit einhergehenden Herausforderung, kurzfristig menschenwürdige Unterkünfte zu schaffen.
Die 2015 mit dem Großen Österreichischen Staatspreis gewürdigten Architekten, zählen laut Kulturminister Josef Ostermayer „zu den international erfolgreichsten Architekten Österreichs“, die sich durch ihre „vielschichtigen, zum Teil radikalen Arbeiten auf dem Gebiet der Architektur“ auszeichnen.

## Ausgewählte Arbeiten
- Joseph Lister Gasse, Österreich, 2022
- The Metropolitan, Österreich, 2021
- BEL & MAIN, Österreich, 2021
- Offshore Borkum, Deutschland, 2020
- Taiyuan Botanical Garden, China, 2020
- Taiyuan Zoo, Panda-Haus, China, 2020
- Campus Tower Hamburg, Deutschland, 2019
- Deschamps-Braly Clinic of Plastic & Craniofacial Surgery, San Francisco, USA, 2019
- Hyundai Motorstudio Goyang, Südkorea, 2017
- MIBA Forum, Österreich, 2017
- Karl Landsteiner Privatuniversität Krems, Österreich, 2016
- Geriatriezentrum Donaustadt, Österreich, 2014
- Tourist Info, Wien, Österreich, 2014
- Casa Invisibile, Slowenien, 2013
- Festspielhaus Erl, Österreich, 2012
- EYE Filmmuseum Amsterdam, Niederlande, 2011
- FH Campus Wien, Österreich, 2009
- Porsche Museum, Deutschland, 2008
- City Lofts Wienerberg, Österreich, 2004
- Haus Ray 1, Österreich, 2003
- Beam Donaucity, Österreich, 1998

## AND Magazin
Um der besonderen Verantwortung der Architektur Rechnung zu tragen, haben DMAA ein Online-Magazin mit dem Titel „AND“ ins Leben gerufen, das sich in Anknüpfung an aktuelle Projekte des Büros mit allgemeinen Entwicklungen und gegenwärtigen Herausforderungen investigativ-journalistisch und kulturwissenschaftlich fundiert beschäftigt.

## Auszeichnungen
- Red Dot Design Award (TEELA Zumtobel Office)[6], 2019
- iF Design Award (TEELA Zumtobel Office)[7], 2019
- iF Design Award (Tourist Info Vienna), 2016
- Großer Österreichischer Staatspreis für Elke Delugan Meissl und Roman Delugan, 2015
- Nominierung für den Mies van der Rohe Award (Festspielhaus Erl)[8], 2015
- Silbernes Ehrenzeichen der Stadt Wien für Elke Delugan Meissl und Roman Delugan, 2015
- iF Design Award (Tendo), 2015
- Nominierung für den Mies van der Rohe Award (EYE Film Institute Amsterdam)[9], 2013
- Red Dot Design Award (IYON Led Leuchten Serie)[10], 2012
- Nominierung für den Mies van der Rohe Award (Porsche Museum)[11], 2009
- WALLPAPER* Award in association with Jaguar (Porsche Museum), 2008
- Preis der Stadt Wien für Architektur (Hochhaus Wienerberg), 2006
- Deutscher Umbaupreis (Haus Ray1)[12], 2004
- Österreichischer Bauherrenpreis (Wohn- und Bürohaus Wimbergergasse), 2002

## Ausstellungen
- Places for People, Österreichischer Pavillon, Biennale Architettura di Venezia, Venedig, 2016 (Kommissärin: Elke Delugan-Meissl)[13]
- Housing in Vienna, Wanderausstellung: New York, San Francisco, Los Angeles, Washington D.C, 2013–2014 (Gruppenausstellung)
- inTENSE repose, Wanderausstellung: Wien, Köln, Berlin, Zürich, New York et al. 2006–2007 (Einzelausstellung)
- State of Flux, Wanderausstellung: Meran, Glasgow, London, Manchester, Amsterdam, Berlin et al. 2002–2006 (Einzelausstellung)
- Deep Surface, 1st International Architectural Biennale, Peking, 2004 (Gruppenausstellung)